# Matthew Fisher
Matthew Fisher, född 7 mars 1946 i Addiscombe i Croydon i London, är en brittisk musiker och producent. Fisher spelade hammondorgel i den progressiva rockgruppen Procol Harum från dess bildande 1967 fram till 1969. Det är Fisher som spelar de distinkta orgelpartierna i deras genombrottslåt "A Whiter Shade of Pale". Han medverkar på albumen Procol Harum, Shine on Brightly och A Salty Dog. Det sistnämnda producerade han också. Procol Harum tog inte in någon ersättare direkt utan fortsatte en bit in på 1970-talet utan organist.
Under 1970-talet producerade han album åt sin gamla bandkollega Robin Trower. Fisher fick en hit i Grekland med sin låt "Why'd I Have To Fall In Love With You" 1980. Han blev åter medlem i Procol Harum 1991 och spelade med gruppen fram till 2004. 2009 slog Brittiska överhuset fast att Fisher hade rätt att stå med som upphovsman till kompositionen "A Whiter Shade of Pale", något han inte gjort tidigare. Den rättsliga processen hade då pågått sedan 2005.

## Diskografi
Soloalbum
- Journey's End (1973)
- I'll Be There (1974)
- Matthew Fisher (1980)
- Strange Days (1981)
- A Salty Dog Returns (1990)